# AKB48集團 重溫時間 最佳曲目50 2020
AKB48集團 重溫時間 最佳曲目50 2020（日語：AKB48グループ リクエストアワー セットリストベスト50 2020，簡稱 Rikuawa Nisenjuuyon）是日本女子偶像組合AKB48在2020年1月19日至1月20日於東京巨蛋表演廳舉辦的演唱會。「重溫時間 最佳曲目50」是AKB48自2008年起一年一度舉辦的活動，而本年度已是連續第十三年舉辦，但是與之前不同的是，本年度的入選歌曲範圍由100首縮小至50首，以及投票方式本年度只有AKB48 Group的Mobile、Mail、DMM、二本柱及映像倉庫等會員才能參與投票。

## 概要
這是對AKB48以及其姊妹組合（SKE48、NMB48、HKT48、NGT48、STU48、SDN48）的所有歌曲（包括收錄在單曲或專輯的歌曲和劇場公演歌曲進行投票，本年度縮減至50首。另外，在第二天演唱會中公佈了AKB48第57張單曲選拔名單，為AKB48於2020年首張發行單曲。

## 演唱曲目
本年度共有14首初次進榜的歌曲，本年度初次進榜的最高名次歌曲為《我們 現在 應該好好談談》（第8名），值得一提這是發行八年後才初次進榜的歌曲。本年度冠軍為HKT48單曲《浪漫的疾病》，繼去年第二名後本年度成功獲得冠軍。第二名為NGT48研究生單曲《今天輸了也沒關係》，第三名為Team 8的《去47個美麗城市》，該曲目連續五年前三名。

### 50－26（第1天）
| 排名     | 歌名                                  | 類別               | 上屆 排名 | 備註     |
| -------- | ------------------------------------- | ------------------ | --------- | -------- |
| 49       | 11月的腳鏈 （11月のアンクレット）                       | AKB48單曲          | ／        |          |
| 49       | 青春反始 （青春 ダ・カーポ）                         | AKB48單曲          | /         | 初進榜   |
| 48       | 甘菊 （カモミール）                             | HKT48單曲          | /         | 初進榜   |
| 47       | 冰淇淋之吻 （アイスのくちづけ）                       | AKB48單曲          | 17        |          |
| 46       | 春天哪裏來？ （春はどこから来るのか？）                     | NGT48單曲          | 18        |          |
| 45       | Show fight !                          | AKB48單曲          | 19        |          |
| 44       | 動機 （動機）                             | AKB48 5th專輯      | /         |          |
| 43       | 青春時鐘 （青春時計）                         | NGT48單曲          | 33        |          |
| 42       | 藍天會延續到這世界上的哪裡去呢？ （世界はどこまで青空なのか?） | NGT48單曲          | 77        |          |
| 41       | 壓抑不了的衝動 （抑えきれない衝動）                   | AKB48單曲          | 20        |          |
| 40       | 即使如此她依舊 （それでも彼女は）                   | AKB48單曲          | 14        |          |
| 39       | 拉鏈 （ジッパー）                             | N3rd公演           | /         |          |
| 38       | 出航 （出航）                             | STU48單曲          | /         | 初進榜   |
| 37       | 溜滑梯 （滑り台から）                           | SKE48單曲          | /         | 初進榜   |
| 36       | 光與影的每一天 （光と影の日々）                   | AKB48單曲          | /         | 初進榜   |
| 35       | 你會對流星許下甚麼願望？ （流れ星に何を願えばいいのだろう）         | AKB48單曲          | /         | 初進榜   |
| 34       | 拖泥帶水的愛戀 （だらしない愛し方）                   | AKB48單曲          | /         |          |
| 33       | 女孩啊，必須全力奔跑！ （女の子だもん、走らなきゃ！）           | HKT48單曲          | 76        |          |
| 32       | 想見你而變得厭惡 （会いたくて嫌になる）                 | HKT48單曲          | 59        |          |
| 31       | 逆轉的王子殿下 （逆転王子様）                   | K6th公演           | /         |          |
| 30       | 法定速度與優越感 （法定速度と優越感）                 | AKB48單曲          | /         |          |
| 29       | Monica，天亮了 （モニカ、夜明けだ）                   | AKB48單曲          | /         | 初進榜   |
| 28       | Ja-Ba-Ja （ジャーバージャ）                         | AKB48單曲          | 55        |          |
| 27       | 哀愁小號手 （哀愁のトランペッター）                       | AKB48單曲          | /         | 初進榜   |
| 26       | 該去抱住他嗎？ （抱きつこうか？）                   | AKB48單曲          | 7         |          |
| 安 可 曲 | 愛過的人（）                          | 愛過的人（）       | 選拔成員  | 選拔成員 |
| 安 可 曲 | 戀愛的幸運餅乾（）                    | 戀愛的幸運餅乾（） | 全員      | 全員     |

### 25－1（第2天）
| 排名     | 歌名                        | 類別               | 上屆 排名 | 備註      |
| -------- | --------------------------- | ------------------ | --------- | --------- |
| 25       | 眼淚的表面張力 （）         | AKB48專輯          | 8         |           |
| 24       | 紅色高跟鞋與教授 （）       | AKB48單曲          | 61        |           |
| 23       | Vacancy                     | SKE48單曲          | /         | 初進榜    |
| 22       | 再見沖浪板 （）             | AKB48單曲          | /         |           |
| 21       | 夢力 （）                   | STU48單曲          | /         | 初進榜    |
| 20       | Chain of love               | HKT48單曲          | 58        |           |
| 19       | 親密的稱呼 （）             | NGT48單曲          | 34        |           |
| 18       | 夜風的惡作劇 （）           | B5th公演           | 32        |           |
| 17       | 現在的我是不行的 （）       | SKE48單曲          | /         |           |
| 16       | 在樱花色的天空之下 （）     | AKB48單曲          | /         | 初進榜    |
| 15       | 溫柔的閃電 （）             | NMB48單曲          | /         | 初進榜    |
| 14       | 十字架 （）                 | K3rd公演           | 63        |           |
| 13       | 紅色的雨傘 （）             | HKT48單曲          | /         | 初進榜    |
| 12       | 不會逃離夢想 （）           | NMB48單曲          | 12        |           |
| 11       | 戀愛的幸運餅乾 （）         | AKB48單曲          | /         |           |
| 10       | Max朱鷺315號 （）           | AKB48單曲          | 15        | NGT48名義 |
| 9        | 百香果的秘密 （）           | HKT48專輯          | 28        |           |
| 8        | 我們 現在 應該好好談談 （） | AKB48專輯          | /         | 初進榜    |
| 7        | 我們的Stand By Me （）      | HKT48專輯          | 37        |           |
| 6        | 踏上夢想的階梯！ （）       | SKE48單曲          | /         |           |
| 5        | 能結出櫻桃嗎？ （）         | AKB48單曲          | 41        |           |
| 4        | 鏡花水月 （）               | A7th公演           | 5         |           |
| 3        | 去47個美麗城市 （）         | AKB48單曲          | 1         |           |
| 2        | 今天輸了也沒關係 （）       | NGT48單曲          | 13        |           |
| 1        | 浪漫的疾病 （）             | HKT48單曲          | 2         |           |
| 安 可 曲 | 愛過的人（）                | 愛過的人（）       | 選拔成員  | 選拔成員  |
| 安 可 曲 | 戀愛的幸運餅乾（）          | 戀愛的幸運餅乾（） | 全員      | 全員      |